# Klinge (Wiesengrund)

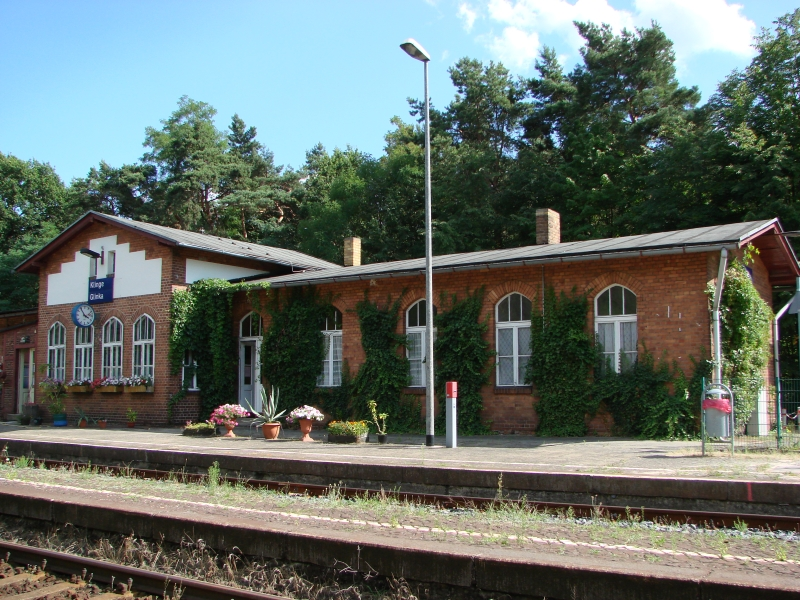
Bahnhofsgebäude Klinge, 2010

Klinge, niedersorbisch Klinka, ist ein teildevastierter Gemeindeteil im Ortsteil Gosda der Gemeinde Wiesengrund im Landkreis Spree-Neiße (Brandenburg). Er war bis 1981 eine selbständige Gemeinde und danach ein Ortsteil der Gemeinde Gosda. Der Ort wurde 1981 bis auf einen kleinen Teil am Bahnhof Klinge durch den Tagebau Jänschwalde abgebaggert.

## Lage
Klinge lag in der Niederlausitz knapp neun Kilometer westlich von Forst (Lausitz) im ehemaligen Kreis Forst. Die ehemalige Gemarkung wurde mit der Gemarkung Gosda vereinigt. Die ehemalige Gemarkung grenzte im Osten an Weißagk (devastiert), im Südosten an Gosda, im Süden über eine kurze Erstreckung an Kathlow und im Westen an den Schönigschen Stiftungsforst.
Der Ort ist über die K7111 von Gosda aus zu erreichen; die K7111 führt weiter nach Kathlow. Der Bahnhof Klinge liegt an der Bahnstrecke Cottbus–Żary.

## Geschichte

### Ur- und Vorgeschichte

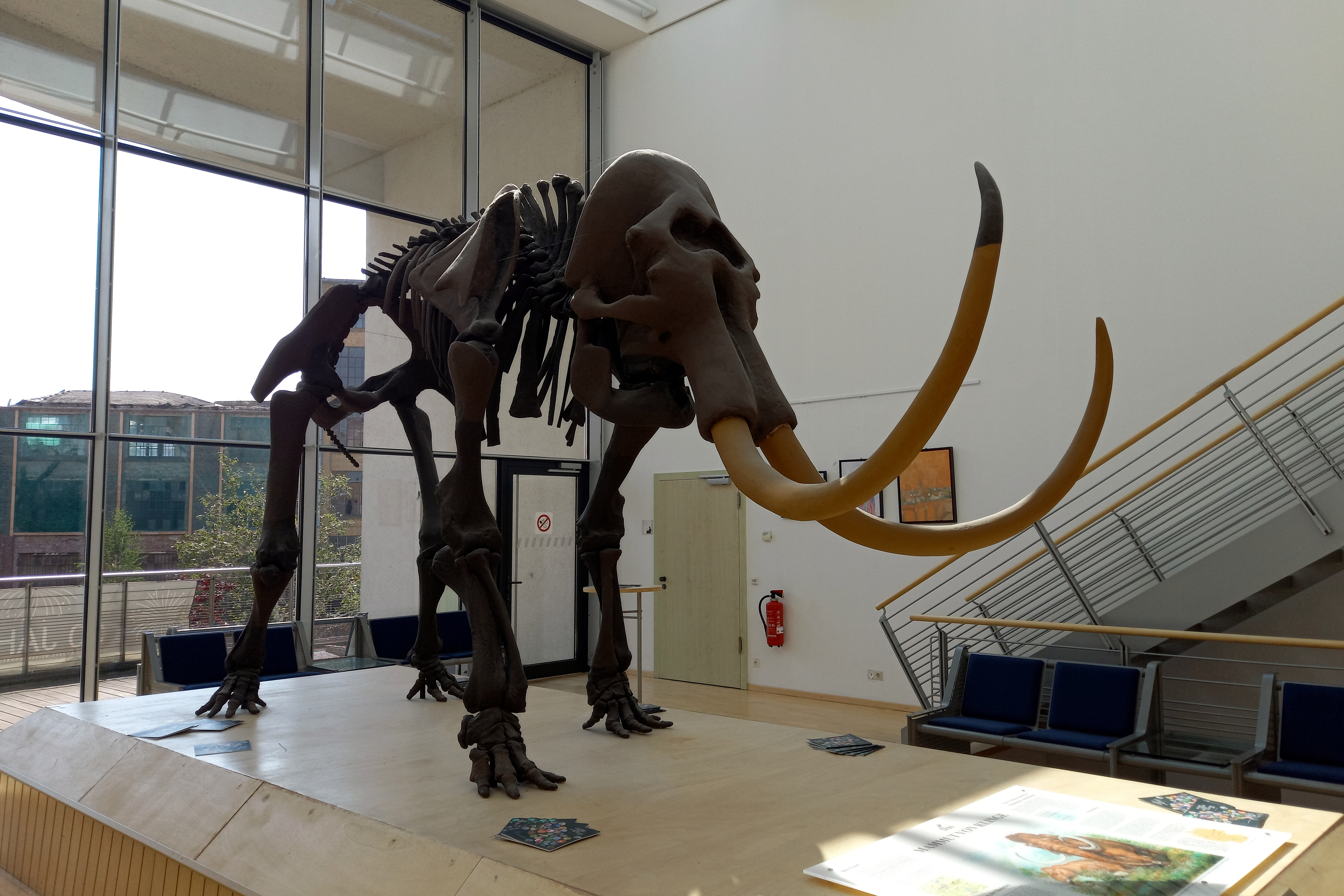
Mammut von Klinge (Nachbildung) in der Kreisverwaltung in Forst

Im Ort und seiner Umgebung gab es mehrere Ton- beziehungsweise Lehmvorkommen. Im Jahr 1903 fand man in einer Tongrube südlich der Eisenbahnlinie Cottbus-Forst das Mammut von Klinge, ein weitgehend komplettes Skelett eines Wollhaarmammuts. Eine originalgetreue Nachbildung steht heute im Gebäude der Kreisverwaltung in Forst. Im Jahr 1915 gab es bei dem Aufschluss einer neuen Tongrube einen spektakulären Fund der Lausitzer Kultur, einen Kronenhalsring. An der nördlichen Gemeindegrenze wurden um 1930 Hügelgräber entdeckt. In den Jahren ab 1977 fanden systematische Grabungen statt, durch die eine Vielzahl von Schmuck- und Arbeitsgegenständen sowie Waffen geborgen werden konnten. Die Funde stammen aus der Schnurkeramik- und Trichterbecherkultur.

### Ortsname
Der Ort wurde, unter dem Namen „Clynge“, wahrscheinlich im Jahr 1344 erstmals urkundlich erwähnt. Kaspar von Dohna beurkundete seine im Auftrag des Hans von Biberstein, Herrn zu Sorau und Beeskow, und des Hans von Cottbus, Herrn zu Cottbus, vorgenommene Schlichtung des Streit über die Grenze zwischen Klinge und Grötsch in der Herrschaft Cottbus und Weißagk in der Herrschaft Forst. Der Ortsname leitet sich von mhd. Klinge = Bach, schmale Schlucht mit rauschendem Bach ab. Nach Rudolf Lehmann war Klinge der Dorfstruktur nach ein Platzdorf.

### Besitzgeschichte des Ortes

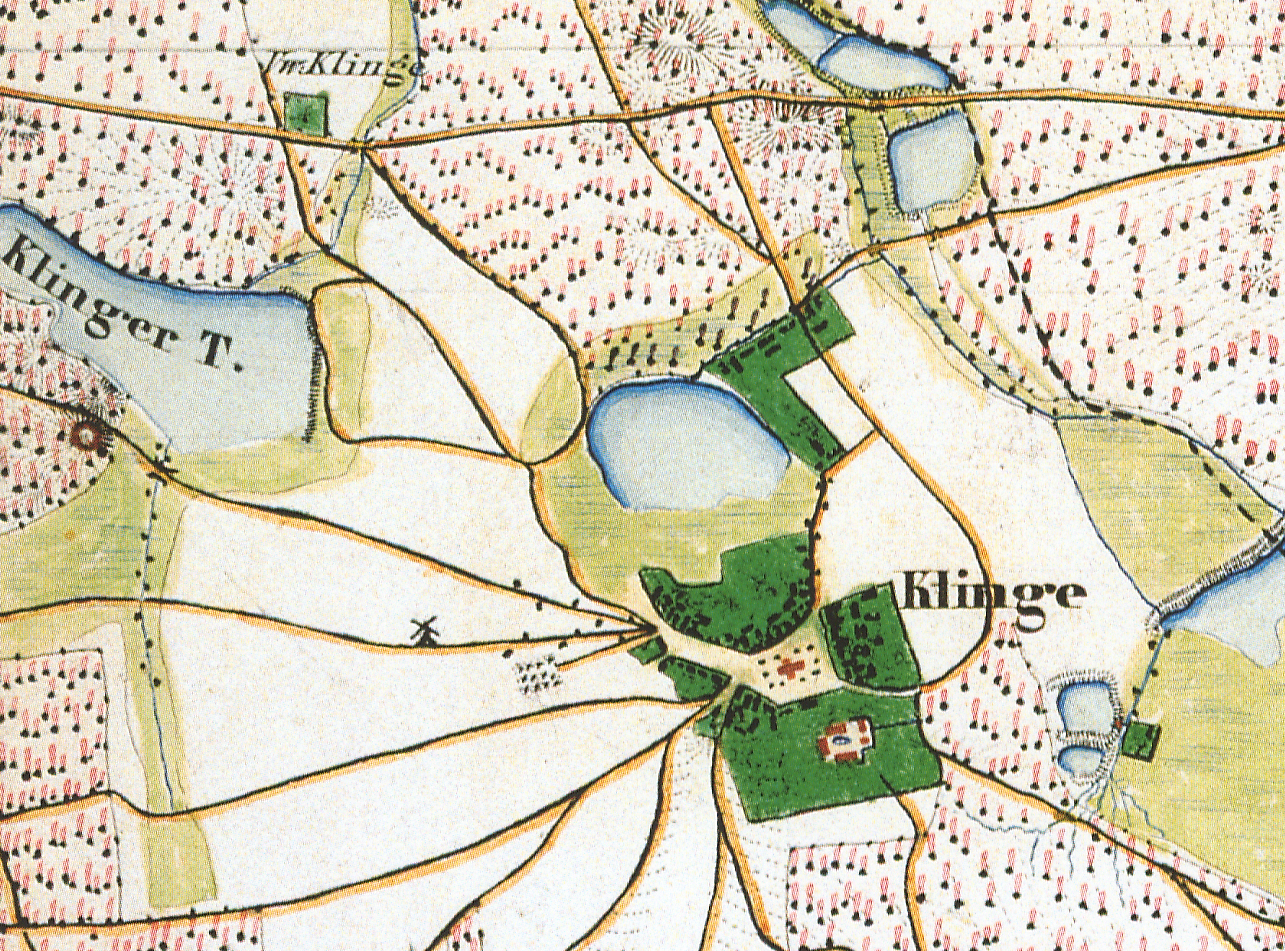
Klinge auf dem Urmesstischblatt 4253 Forst von 1845

Die Besitzgeschichte von Klinge ist seit dem 15. Jahrhundert überliefert, als 1486 wurden die Gebrüder von Seiffertitz mit dem Ort belehnt wurden. 1501 wird Günther von Kottwitz (Kathewitcz) auf Klinge (zur Clinge) genannt; er war Bürge des Peter von Polenz zu Cottbus. Er starb 1504; ihm folgte sein Sohn Christoph nach, der Montag nach Egidii (3. September) 1504 auch im Namen seiner unmündigen oder im Ausland befindlichen Brüder die Lehn empfing. Seine Brüder sollten nach ihrer Mündigkeit ebenfalls die Lehnpflicht leisten. Christoph saß auch 1536 auf Klinge. Krüger gibt als Mitbesitzer auch einen Antonius von Kottwitz an, der schon 1532 als in Klinge ansässig genannt ist.

### Ortsgeschichte
1635 sind bzw. waren auf der Feldmark sieben Ritterhufen und 12½ Bauernhufen. Bis auf eine Hufe sind alle Bauernhufe wüst. Auch drei der sieben Gärtnerstellen sind aufgrund der Verwüstungen des Dreißigjährigen Krieges nicht besetzt. Auch die Mühle war zerstört worden. Nach dem Dreißigjährigen zog die Herrschaft das Schulzengut mit zwei Bauernhufen, einen weiteren Zweihufenhof, ein Bauernhof mit 1½ Hufen und zwei Gärtnerstellen mit je einer Hufe, insgesamt 7½ Hufen ein und schlug sie zum Vorwerk hinzu. Nach der Beschreibung der Herrschaft Cottbus und seiner Dörfer von 1652 waren die Wassermühle und eine Windmühle beide gangbar. Unter den Gärtnern waren zwei Spielmänner und zwei Schneider.
1718/19 umfasste das Rittergut sieben Ritterhufen und achteinhalb Bauernhufen. Im Dorf wohnten noch vier Bauern, die je eine Hufe hatten und sieben Gärtner, die sich dreieinhalb Kossätenhufen teilten. Der Acker wurde jährlich besät. 1787 hatte Klinge 28 Häuser und 163 Einwohner. 1805 war die Sozialstruktur im Dorf wie folgt: vier Ganzbauern, 13 Kossäten, zwei Büdner und ein Einlieger. Es gab eine Schmiede, eine Windmühle und eine Ziegelei. Ein Förster war für den Forst des Gutes zuständig. In 31 Feuerstellen lebten 188 Menschen. Die Größe der Feldmark wird mit 16 Hufen angegeben. 1818 wohnten in 45 Feuerstellen 257 Menschen. Die Klinger Windmühle war unbewohnt. In der Klinger Ziegelei lebten in einem Wohngebäude drei Menschen. Die Topographisch-statistische Uebersicht des Regierungs-Bezirks Frankfurt a. d. O. von 1844 (Stand 1840) gibt nun die Zahl von 51 Häusern an, die Einwohnerzahl mit 309. Im Vorwerk Klingensaue stand ein Wohngebäude, in dem 16 Personen wohnten. 1850 waren von 329 Personen noch 313 wendischsprachig.
1861 geben Riehl und Scheu die Zahl der Häuser mit 53 an, die Zahl der Einwohner mit 318. 1864 wurden im Ort 52 Wohngebäude und 338 Einwohner registriert. Im Vorwerk stand weiterhin nur ein Wohngebäude; es hatte 14 Bewohner. Westlich des Dorfes stand die Windmühle, und im südlichen Teil der Feldmark gab zwei Ziegeleien. Von 324 Bewohnern waren 260 noch wendischsprachig.
Zwischen den Dörfern Weißagk und Klinge verlief über viele Jahrhunderte hinweg bis 1815 die Landesgrenze zwischen der 1635 sächsisch gewordenen Niederlausitz und der 1445 kurfürstlich-brandenburgisch gewordenen Herrschaft Cottbus.
| Einwohnerentwicklung in Klinge von 1787 bis 1971 | Einwohnerentwicklung in Klinge von 1787 bis 1971 | Einwohnerentwicklung in Klinge von 1787 bis 1971 | Einwohnerentwicklung in Klinge von 1787 bis 1971 | Einwohnerentwicklung in Klinge von 1787 bis 1971 | Einwohnerentwicklung in Klinge von 1787 bis 1971 | Einwohnerentwicklung in Klinge von 1787 bis 1971 | Einwohnerentwicklung in Klinge von 1787 bis 1971 | Einwohnerentwicklung in Klinge von 1787 bis 1971 | Einwohnerentwicklung in Klinge von 1787 bis 1971 | Einwohnerentwicklung in Klinge von 1787 bis 1971 | Einwohnerentwicklung in Klinge von 1787 bis 1971 | Einwohnerentwicklung in Klinge von 1787 bis 1971 | Einwohnerentwicklung in Klinge von 1787 bis 1971 | Einwohnerentwicklung in Klinge von 1787 bis 1971 |
| ------------------------------------------------ | ------------------------------------------------ | ------------------------------------------------ | ------------------------------------------------ | ------------------------------------------------ | ------------------------------------------------ | ------------------------------------------------ | ------------------------------------------------ | ------------------------------------------------ | ------------------------------------------------ | ------------------------------------------------ | ------------------------------------------------ | ------------------------------------------------ | ------------------------------------------------ | ------------------------------------------------ |
| Jahr                                             | 1787                                             | 1805                                             | 1818                                             | 1846                                             | 1871                                             | 1890                                             | 1900                                             | 1910                                             | 1925                                             | 1939                                             | 1946                                             | 1950                                             | 1964                                             | 1971                                             |
| Einwohner                                        | 163                                              | 188                                              | 257                                              | 320                                              | 397                                              | 400                                              | 485                                              | 461                                              | 460                                              | 533                                              | 649                                              | 667                                              | 589                                              | 525                                              |

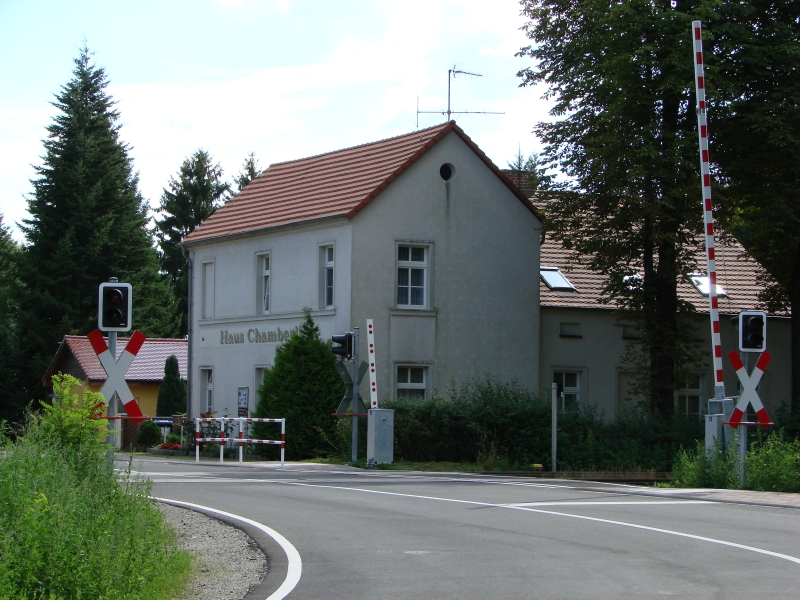
Haus Chamberlain am Bahnübergang in Klinge (Lausitz)

Im Jahr 1927 landete ein amerikanisches Flugzeug auf einem Acker am Dorf. Es war eine Notlandung am Ende der zweiten Ozeanüberquerung von Amerika aus nach Europa. Das eigentliche Ziel war Berlin. Zur Erinnerung an den Piloten Chamberlain erhielt das Gasthaus Scheppan in Klinge den Namen „Gaststätte Chamberlain“. Das Haus steht noch heute und wird als Wohnhaus genutzt.
1981 wurde Klinge bis auf einen kleinen Teil am Bahnhof Klinge durch den Tagebau Jänschwalde abgebaggert. Umgesiedelt wurden 432 Personen.

### Politische Zugehörigkeiten
Der Ort liegt in der Niederlausitz und gehörte zur Herrschaft Cottbus, die 1445 (Hälfte des Reinhard von Cottbus) und 1455 (Hälfte des Luther von Cottbus) an das Kurfürstentum Brandenburg kam. 1494 wurden die Herrschaften Cottbus und Peitz der Neumark angegliedert. In der Zeit der Teilung der Mark Brandenburg (1535–1571) unter Joachim II. und Johann von Küstrin, gehörten die Herrschaften Cottbus und Peitz zum Teilfürstentum Brandenburg-Küstrin. Aus den beiden Herrschaften bildete sich in der früheren Neuzeit zunächst der Beritt Cottbus, später der Cottbusische Kreis heraus. 1806 musste Preußen die Herrschaften Cottbus und Peitz bzw. den Cottbusischen Kreis an das Königreich Sachsen abgetreten. 1813/4 kamen sie wieder zu Preußen, 1815 auch die übrige Niederlausitz, die nun Sachsen an Preußen abtreten musste. In der Kreisreform von 1816/7 wurde der neue Cottbuser Kreis, später Landkreis Cottbus gebildet, dem die früheren niederlausitzischen Enklaven einverleibt wurden. Dafür gingen einige bisherige Exklaven an benachbarte Kreise verloren. Klinge verblieb im Kreis Cottbus. 1928 wurden Gemeinde- und Gutsbezirk zur Gemeinde Klinge vereinigt. In der Kreis- und Bezirksreform von 1952 in der damaligen DDR wurde der neue Kreis Forst im ebenfalls neuen Bezirk Cottbus gebildet; Klinge wurde diesem neuen Kreis zugewiesen. Im Zuge der Teildevastierung wurde der Restort Klinge am 8. Januar 1981 nach Gosda eingegliedert. Nach der Wende schlossen sich 14 Gemeinden der Kreise Forst und Spremberg zum Amt Döbern-Land zusammen. Der Kreis Forst ging bei der Kreisreform 1993 in Brandenburg im Landkreis Spree-Neiße auf. Zum 31. Dezember 2001 bildeten die bisher selbständigen Gemeinden Gahry, Gosda, Jethe, Mattendorf und Trebendorf die neue Gemeinde Wiesengrund. Gosda ist seither ein Ortsteil der Gemeinde Wiesengrund, Klinge ist ein Gemeindeteil ohne eigene kommunalpolitische Vertretung.

## Denkmale und Sehenswürdigkeiten

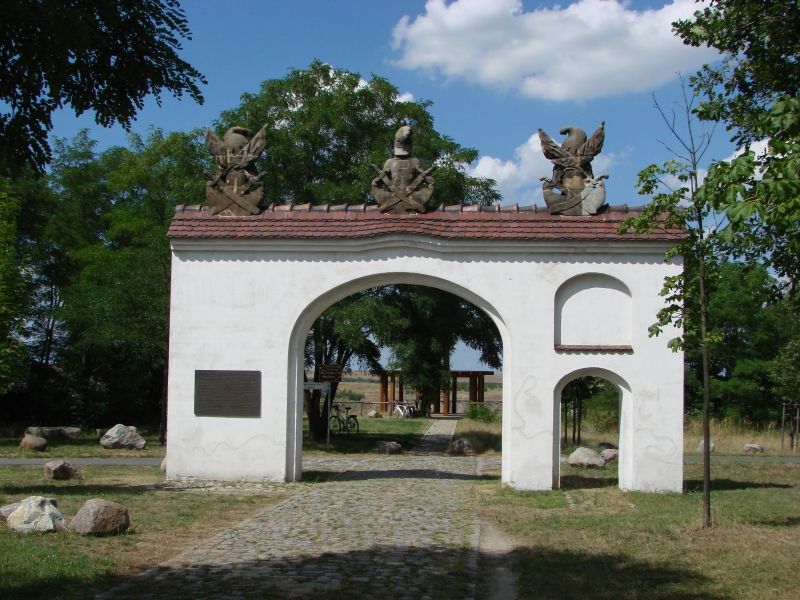
Das Raubrittertor in Klinge, Rückseite mit Tafel

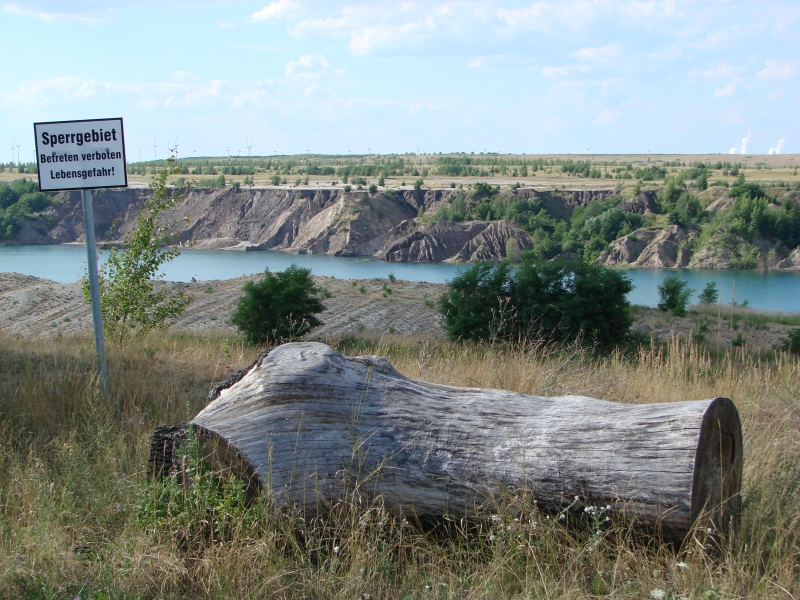
Blick auf den künftigen Klinger See von der ehemaligen Ortslage Klinge aus, 2010

In Klinge stand bis zur Devastierung das „Raubrittertor“, mit drei Ritterbüsten. Den Köpfen der Ritterbüsten fehlten die Unterkiefer. Es heißt, bereits im Mittelalter soll hier eine Sumpfburg gestanden haben. Die hier hausenden Raubritter überfielen Reisende und warfen sie ins Burgverlies. Wenn ihre Angehörigen das geforderte Lösegeld nicht zahlen konnten, hätten sie den Gefangenen die Unterkiefer abgeschnitten. Nach Beendigung der Bergbauarbeiten in der unmittelbaren Umgebung des Ortes und der Aufhebung der bergbaulichen Unterschutzstellung, wurde das Raubrittertor im verbliebenen Teil des Ortes erneut aufgebaut. Aus dem Tagebaurestloch entsteht der Klinger See.
Auf dem Gelände paläontologischer Ausgrabungen der Jahre 1988 bis 2003 wurde im Jahr 2008 das Freilichtmuseum Zeitsprung eröffnet. Zu besichtigen sind unter anderem ein Geländeaufschluss, der die geologische Schichtenfolge der letzten zwei Eiszeiten und der dazwischenliegenden Eem-Warmzeit anschaulich sichtbar macht, sowie lebensgroße Modelle des Wollhaarmammuts, des Wollhaarnashorns und des Riesenhirsches.

## Kirchengeschichte
In Klinge stand eine Kapelle, deren Baubeginn unbekannt geblieben ist. Nachgewiesen ist, dass sie im Jahr 1828 ihre letzte bekannte Gestalt erhielt. Um 1880 wurde an jedem dritten Sonntag eine Predigt auf Sorbisch gehalten, da zu dieser Zeit fast alle Dorfbewohner sorbisch sprachen. Klinge war nachweislich von 1652 bis in das 20. Jahrhundert nach Groß Lieskow eingepfarrt, die dortige Kirche wurde 1981 vor der Devastierung des Dorfes abgerissen. Die Kosten für den Abbau der Kirchenausstattung, darunter ein wertvoller Kanzelaltar und zahlreiche Bleiglasfenster, sollten von der Kirchengemeinde selbst getragen werden. Der Bezirk Cottbus bot eine Entschädigung für den Kirchenaltar an; die Summe entsprach der Höhe für eine mögliche Restaurierung. Ein Versatz des gesamten Bauwerks wurde mit Hinweis auf volkswirtschaftliche Gründe abgelehnt. Die schlussendlich ausgezahlte Summe an die Kirchengemeinde in Höhe von 19.000 Mark war „lächerlich gering“. Unmittelbar vor dem Abriss – gegen den der Pfarrer erfolglos geklagt hatte – begann eine intensive Suche nach einer geeigneten Kirche, in der der Kanzelaltar hätte aufbewahrt werden können. Heute gehört Klinge zur Kreuzkirchengemeinde Forst-Nord im Evangelischen Kirchenkreis Cottbus der Evangelischen Kirche Berlin-Brandenburg-schlesische Oberlausitz.

## Persönlichkeiten
- Paul Hoffmann (1887–1975), Pädagoge, Politiker und Oberbürgermeister von Greifswald